# INSPIRE-HEP
INSPIRE-HEP — это цифровая библиотека в области физики высоких энергий (ФЭЧ) с открытым доступом. Она стала преемником базы данных Стэнфордской физической информационно-поисковой системы (SPIRES) — основной базы данных литературы по физике высоких энергий с 1970-х годов.

## История
SPIRES была (в дополнение к Серверу документов CERN (CDS), arXiv и частям астрофизической информационной системы данных) одним из основных информационных ресурсов по физике частиц. Опрос, проведённый в 2007 году показал, что пользователи базы данных SPIRES хотели, чтобы портал предоставлял больше услуг, чем могла предоставить на тот момент уже 30-летняя система. Поэтому на втором ежегодном собрании специалистов по информации в области физики элементарных частиц и астрофизики в мае 2008 года физические лаборатории CERN, DESY, SLAC и Fermilab объявили, что они будут работать вместе над созданием новой научной информационной системы для физики высоких энергий под названием INSPIRE. Она взаимодействует с другими поставщиками данных по ФЭЧ, такими как arXiv.org, Particle Data Group, астрофизической информационной системой данных НАСА. В апреле 2010 года в свободном доступе оказалась бета-версия INSPIRE-HEP, в апреле 2012 года она полностью заменила SPIRES. Новая обновлённая платформа INSPIRE была официально выпущена в марте 2020 года.

## Содержание
INSPIRE-HEP объединяет содержимое базы данных SPIRES-HEP с программным обеспечением цифровой библиотеки с открытым исходным кодом Invenio и содержимым сервера документов CERN. Помимо научных работ, INSPIRE-HEP предоставляет другую информацию, такую как показатели цитирования, графики, извлеченные из статей или внутренних заметок экспериментов, а также инструменты для пользователей для улучшения метаданных, такие как краудсорсинг для устранения неоднозначности с именами авторов. По состоянию на август 2012 года INSPIRE-HEP содержит 1,1 миллиона записей. INSPIRE предоставляет не только базу данных литературы по физике высоких энергий, но и другие услуги, связанные с HEP:
- HEPNames: полный каталог имён людей, занимающихся физикой высоких энергий[16]
- Учреждения: база данных, объединяющая более 7000 институтов, связанных с областью ФЭЧ; В информацию о каждом институте включена ссылка на все документы в INSPIRE-HEP, связанные с этим учреждением, а также список людей (взятый из HEPNames).
- Конференции: сборник встреч и конференций по ФЭЧ.
- Вакансии: список академических и исследовательских вакансий, представляющих интерес для сообщества в области физики высоких энергий, ядерной физики, физики ускорителей и астрофизики.
- Эксперименты: база данных, содержащая сводные данные о ФЭЧ и экспериментах, связанных с ФЭЧ, из разных лабораторий и мест по всему миру.